# ماتوش كوزاتشيك
ماتوش كوزاتشيك (بالسلوفاكية: Matúš Kozáčik؛ مواليد 27 ديسمبر 1983 في دولني كوبين) هو لاعب كرة قدم سلوفاكي يجيد اللعب كحارس مرمى مع نادي فيكتوريا بلزن التشيكي ومنتخب سلوفاكيا.

## روابط خارجية
- ماتوش كوزاتشيك على موقع الاتحاد الأوربي (الإنجليزية)
- ماتوش كوزاتشيك على موقع قاعدة بيانات كرة القدم.إي يو (الإنجليزية)
- ماتوش كوزاتشيك على موقع ناشيونال فوتبول تيمز (الإنجليزية)
- ماتوش كوزاتشيك على موقع Soccerway.com (الإنجليزية)
- ماتوش كوزاتشيك على موقع AS.com (الإسبانية)